# Estudios de las Escrituras

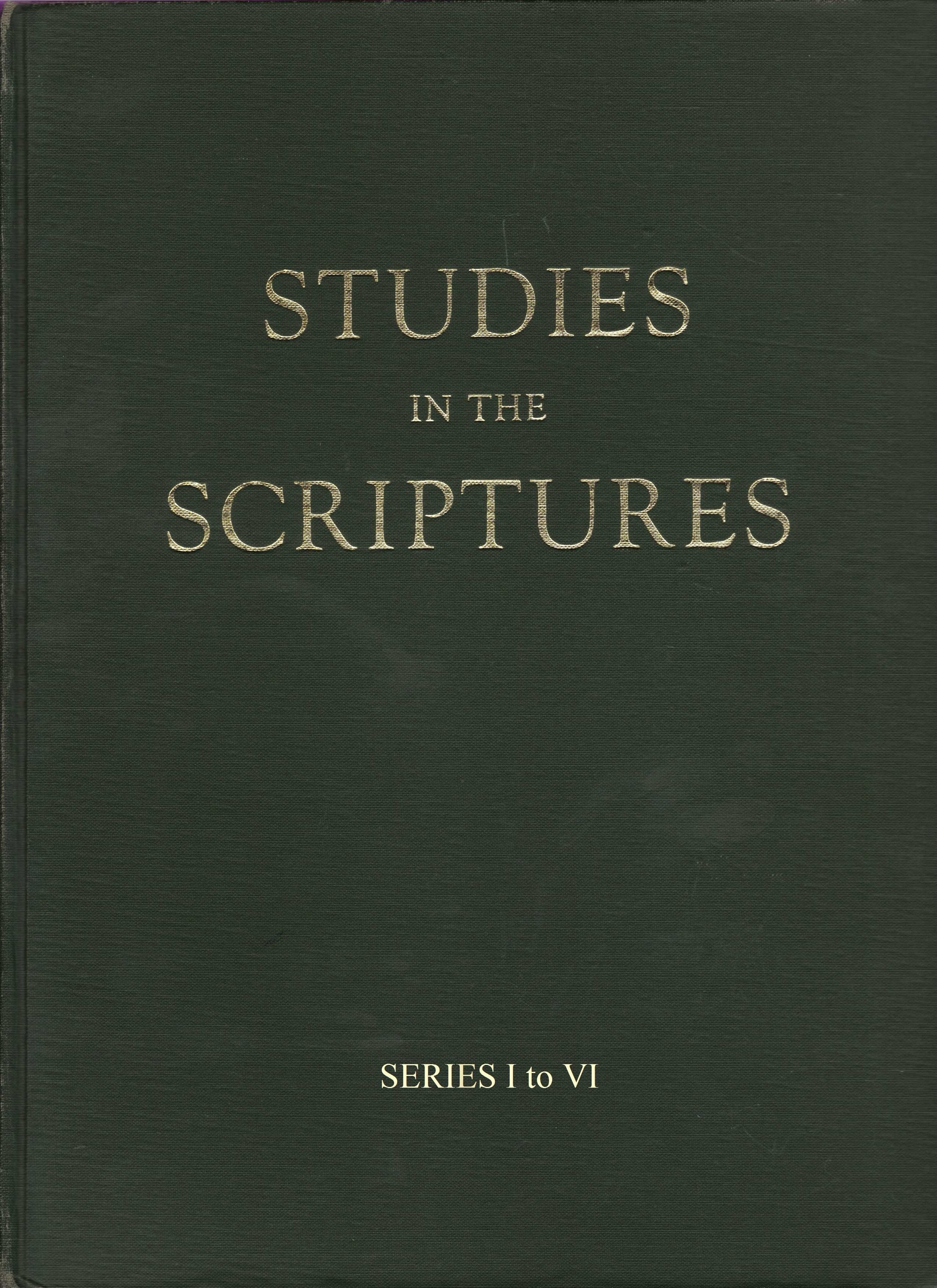
Studies in the Scriptures (Estudio en las Escrituras) Vol 6

Estudios de las Escrituras es una serie de publicaciones, concebida como una ayuda para el estudio de la Biblia, que contiene siete volúmenes de gran importancia para la historia del movimiento de los Estudiantes de la Biblia y la historia temprana de los testigos de Jehová.

## Origen
El autor de los primeros seis volúmenes de Estudios de las Escrituras, Charles Taze Russell, informó que no los escribió "a través de visiones y sueños, ni por medio de la voz audible de Dios", sino que buscó "unir estos largos fragmentos dispersos de verdad". El primer volumen fue escrito en 1886. Originalmente titulado The Plan of the Ages (El Plan de las Edades) como parte de una serie llamada Millennial Dawn (El amanecer Milenal), luego pasó a llamarse The Divine Plan of the Ages (El Plan Divino de las Edades). El nombre Estudios de las Escrituras se adoptó en ediciones limitadas alrededor de octubre de 1904 y se usó más generalmente a partir de 1906.

## Objetivo
La serie fue escrita como una ayuda para el estudio de la Biblia. Russell sostuvo que el estudio temático era el mejor enfoque, en lugar de versículo por versículo. La serie contiene comentarios sobre eventos y expresiones bíblicas, y progresa desde temas elementales como la existencia de Dios y la promoción de la Biblia como la palabra de Dios, hasta temas más profundos a lo largo de la serie.
Russell no afirmó ser infalible, pero declaró que el plan de salvación de Dios no podía entenderse independientemente de sus escritos. Afirmó, "si luego deja [los Estudios de las Escrituras] a un lado y los ignora y va solo a la Biblia, aunque ha entendido su Biblia durante diez años, nuestra experiencia muestra que dentro de dos años entra en tinieblas." Los estudios en las Escrituras pretendían representar que la humanidad había llegado al final de la era actual, y que Jesús pronto separaría el trigo de la cizaña.
 

## Contenido
1. The Divine Plan of the Ages (El Plan Divino de las Edades) (1886) — interpretaciones de temas bíblicos fundamentales asociados con el plan de salvación de Dios;[5]
2. The Time is at Hand (El tiempo ha llegado) (1889) — una interpretación de la cronología bíblica, las claves de las profecías de tiempo, la segunda venida de Cristo y la identificación del Anticristo;
3. Thy Kingdom Come (Venga a Nos tu Reino) (1891) — describe las profecías bíblicas con más detalle, junto con el destino de Israel e información sobre la Gran Pirámide de Guiza construida bajo la dirección de Dios. La sección de Piramidología estuvo influenciada por las teorías de Charles Piazzi Smyth, quien también ayudó a revisarla;
4. The Day of Vengeance (El Día de la Venganza) (1897), más tarde rebautizado como La batalla de Armagedón — sugiere las causas de la disolución del orden actual, con el remedio bíblico como el reino de Dios;
5. The At-one-ment Between God and Man (La unificación entre Dios y el hombre) (1899) — analiza la naturaleza de la humanidad, la obra de redención y el Espíritu Santo;
6. The New Creation (La Nueva Creación) (1904) — analiza los siete días de la creación que se encuentran en Génesis y los deberes y responsabilidades personales de un cristiano.

## El misterio terminado
Russell había manifestado su intención de escribir un séptimo volumen de Estudios, que sería un comentario sobre los libros de Ezequiel y Apocalipsis, ya en 1906. Tras la muerte de Russell en 1916, se publicó un séptimo volumen — titulado El Misterio Terminado — en 1917 y se anunció como su "obra póstuma". Este séptimo volumen fue una interpretación detallada de los libros de Ezequiel y Apocalipsis, así como del Cantar de los Cantares. Un anuncio del libro en Zion's Watch Tower lo llamó "la verdadera interpretación", y se promocionó como "del Señor, preparado bajo su dirección".
La controversia inmediata rodeó tanto su publicación como su contenido. Pronto se estableció que fue escrito y compilado en gran parte por dos de los asociados de Russell, Clayton J. Woodworth y George H. Fisher, y editado por el sucesor de Russell, Joseph Franklin Rutherford.

## Legado
El abandono de varias doctrinas fundamentales bajo la presidencia de Rutherford hizo que la Watch Tower and Bible Tract Society dejara de publicar los siete volúmenes de Estudios de las Escrituras en 1927, y la distribución de las existencias restantes finalizó en 1929.
Los seis volúmenes de Estudios de las Escrituras escritos por Russell todavía son publicados por grupos independientes dentro del movimiento de Estudiantes de la Biblia.